# Charles Orlanducci
Charles Orlanducci, né le 28 octobre 1951 à Vescovato (Corse, actuelle Haute-Corse), est un joueur de football français.

## Biographie

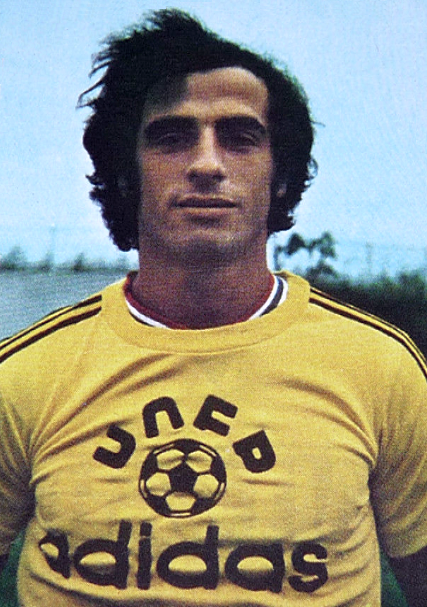
Charles Orlanducci en 1974.

Surnommé "le Lion de Vescovato"et Charlot , il est l'un des meilleurs défenseurs de sa génération. Célèbre par sa vaillance, rugueux, il participe à l'épopée européenne bastiaise de 1977-78. Il est le joueur ayant joué le plus de matchs de première division sous le maillot bastiais (419 matchs). Il n'a d'ailleurs quitté son club de cœur que l'année du service militaire, où il a rejoint les rangs du Red Star.
Il est sélectionné une fois en équipe de France, le 15 novembre 1975, lors d'un match face à la Belgique.
En 1986, alors que le club corse est au plus mal financièrement, c'est lui qui paye les frais de déplacement du club.
Lors de l'été 2006, il est nommé président du Conseil de surveillance du Sporting Club de Bastia. 
Le 15 mai 2010, le club annonce qu'il a présenté sa démission du poste de président : cette décision doit encore être entérinée par une future réunion du Conseil de surveillance.
Il passe sa retraite tranquillement dans le petit village de Vescovato, tenant même un petit restaurant de "bruschette" devant la place du village. Il continue également de gérer l'entreprise de pruneaux créée au début des années 1990.

## Club
- 1969-1970 :  SC Bastia
- 1970-1971 :  Red Star, dans le cadre de son service militaire.
- 1971-1986 :  SC Bastia

## Palmarès
- Finaliste de la Coupe UEFA en 1978
- Finaliste de la Coupe de France en 1971-1972
- Vainqueur du Challenge des champions en 1972
- Vainqueur de la Coupe de France en 1981